# Messiah (músico)
Eirik Norheim (Oslo, 27 de junio de 1967) es un músico noruego. Eirik es más conocido por haber sido el vocalista de la banda de Black metal, Mayhem bajo el seudónimo de Messiah.

## Mayhem
Eirik se unió a Mayhem en 1986 porque la banda necesitaba un vocalista, ya que por aquel entonces de las voces se encargaba el guitarrista Euronymous.
No duró mucho en la banda pues ese mismo año fue sustituido por Maniac. En el Inferno Metal Festival del 2010, cantó «Pure Fucking Armageddon» para Mayhem, canción originalmente cantada por él.

## Actualidad
En la actualidad, Eirik es el dueño de una tienda de música especializada en el black metal en Noruega, como se puede ver en el documental Once upon a time in Norway.

## Discografía
Con Mayhem
- 1987: Deathcrush (EP)